# Ronde van Alberta 2013
De 1e editie van de wielerwedstrijd Ronde van Alberta (Engels: Tour of Alberta 2013) werd gehouden van 3 september tot en met 8 september 2013 in Alberta, Canada. De meerdaagse wielerkoers maakte deel uit van de UCI America Tour 2013. De Australiër Rohan Dennis won deze editie.

## Deelnemende Ploegen
UCI World Tour-ploegen
- Orica-GreenEdge
- Argos-Shimano
- Belkin Pro Cycling
- BMC Racing Team
- Team Garmin-Sharp
- Cannondale Pro Cycling Team

Professionele continentale ploegen
- Champion System Pro Cycling Team
- Unitedhealthcare Pro Cycling

Continentale ploegen
- Canadese selectie
- Garneau-Quebecor
- Bissell Pro Cycling
- 5-Hour Energy
- Jelly Belly Cycling
- Team Optum Presented By Kelly Benefit Strategies
- Team SmartStop p/b Mountain Khakis

## Etappe-overzicht
| etappe  | datum       | start         | finish        | afstand          | winnaar        | klassementsleider |
| ------- | ----------- | ------------- | ------------- | ---------------- | -------------- | ----------------- |
| Proloog | 3 september | Edmonton      | Edmonton      | 7,3 km (Proloog) | Peter Sagan    | Peter Sagan       |
| 1e      | 4 september | Edmonton      | Camrose       | 158 km           | Peter Sagan    | Peter Sagan       |
| 2e      | 5 september | Devon         | Red Deer      | 174,8 km         | Sylvan Dillier | Peter Sagan       |
| 3e      | 6 september | Strathmore    | Drumheller    | 169,8 km         | Rohan Dennis   | Rohan Dennis      |
| 4e      | 7 september | Black Diamond | Black Diamond | 169 km           | Cadel Evans    | Rohan Dennis      |
| 5e      | 8 september | Okotoks       | Calgary       | 129,4 km         | Peter Sagan    | Rohan Dennis      |

## Etappe-uitslagen

### Proloog
| Edmonton - Edmonton (7,3 km (Proloog)) |                   |                   |       |
| Plaats                                 | Naam              | Ploeg             | Tijd  |
| Winnaar                                | Peter Sagan       | Cannondale        | 8'28" |
| 2                                      | Rohan Dennis      | Team Garmin-Sharp | +13"  |
| 3                                      | Tobias Ludvigsson | Argos-Shimano     | +14"  |
|                                        |                   |                   |       |
| 7                                      | Pieter Weening    | Orica-GreenEdge   | +29"  |

| Algemeen klassement |                   |                   |       |
| Plaats              | Naam              | Ploeg             | Tijd  |
| Gele trui           | Peter Sagan       | Cannondale        | 8'28" |
| 2                   | Rohan Dennis      | Team Garmin-Sharp | +13"  |
| 3                   | Tobias Ludvigsson | Argos-Shimano     | +14"  |
|                     |                   |                   |       |
| 7                   | Pieter Weening    | Orica-GreenEdge   | +29"  |

### 1e etappe
| Edmonton - Camrose (158 km) |                |                    |          |
| Plaats                      | Naam           | Ploeg              | Tijd     |
| Winnaar                     | Peter Sagan    | Cannondale         | 3u22'17" |
| 2                           | Eric Young     | Team Optum         | z.t.     |
| 3                           | Moreno Hofland | Belkin Pro Cycling | z.t.     |

| Algemeen klassement |                   |                   |          |
| Plaats              | Naam              | Ploeg             | Tijd     |
| Gele trui           | Peter Sagan       | Cannondale        | 3u30'35" |
| 2                   | Rohan Dennis      | Team Garmin-Sharp | +23"     |
| 3                   | Tobias Ludvigsson | Argos-Shimano     | +24"     |
|                     |                   |                   |          |
| 6                   | Pieter Weening    | Orica-GreenEdge   | +39"     |

### 2e etappe
| Devon - Red Deer (174,8 km) |                   |                     |          |
| Plaats                      | Naam              | Ploeg               | Tijd     |
| Winnaar                     | Sylvan Dillier    | BMC Racing Team     | 3u32'47" |
| 2                           | Serghei Tvetcov   | Jelly Belly Cycling | z.t.     |
| 3                           | Peter Sagan       | Cannondale          | +16"     |
|                             |                   |                     |          |
| 9                           | Dennis van Winden | Belkin Pro Cycling  | +18"     |

| Algemeen klassement |                   |                   |          |
| Plaats              | Naam              | Ploeg             | Tijd     |
| Gele trui           | Peter Sagan       | Cannondale        | 7u03'34" |
| 2                   | Rohan Dennis      | Team Garmin-Sharp | +26"     |
| 3                   | Tobias Ludvigsson | Argos-Shimano     | +28"     |
|                     |                   |                   |          |
| 6                   | Pieter Weening    | Orica-GreenEdge   | +43"     |

### 3e etappe
| Strathmore - Drumheller (169,8 km) |                  |                    |          |
| Plaats                             | Naam             | Ploeg              | Tijd     |
| Winnaar                            | Rohan Dennis     | Team Garmin-Sharp  | 3u55'31" |
| 2                                  | Brent Bookwalter | BMC Racing Team    | z.t.     |
| 3                                  | Damiano Caruso   | Cannondale         | z.t.     |
|                                    |                  |                    |          |
| 5                                  | Robert Gesink    | Belkin Pro Cycling | z.t.     |

| Algemeen klassement |                  |                    |           |
| Plaats              | Naam             | Ploeg              | Tijd      |
| Gele trui           | Rohan Dennis     | Team Garmin-Sharp  | 10u59'18" |
| 2                   | Brent Bookwalter | BMC Racing Team    | +18"      |
| 3                   | Damiano Caruso   | Cannondale         | +30"      |
|                     |                  |                    |           |
| 5                   | Robert Gesink    | Belkin Pro Cycling | +34"      |

### 4e etappe
| Black Diamond - Black Diamond (169 km) |                   |                    |          |
| Plaats                                 | Naam              | Ploeg              | Tijd     |
| Winnaar                                | Cadel Evans       | BMC Racing Team    | 3u57'18" |
| 2                                      | Simon Geschke     | Argos-Shimano      | z.t.     |
| 3                                      | Tom-Jelte Slagter | Belkin Pro Cycling | z.t.     |

| Algemeen klassement |                  |                    |           |
| Plaats              | Naam             | Ploeg              | Tijd      |
| Gele trui           | Rohan Dennis     | Team Garmin-Sharp  | 15u06'20" |
| 2                   | Brent Bookwalter | BMC Racing Team    | +18"      |
| 3                   | Damiano Caruso   | Cannondale         | +30"      |
|                     |                  |                    |           |
| 5                   | Robert Gesink    | Belkin Pro Cycling | +34"      |

### 5e etappe
| Okotoks - Calgary (129,4 km) |                |                    |          |
| Plaats                       | Naam           | Ploeg              | Tijd     |
| Winnaar                      | Peter Sagan    | Cannondale         | 2u42'20" |
| 2                            | Luka Mezgec    | Argos-Shimano      | z.t.     |
| 3                            | Robert Förster | Unitedhealthcare   | z.t.     |
|                              |                |                    |          |
| 25                           | Moreno Hofland | Belkin Pro Cycling | +7"      |

## Eindklassementen
| Plaats    | Naam                | Ploeg                       | Tijd      |
| --------- | ------------------- | --------------------------- | --------- |
| Gele trui | Rohan Dennis        | Team Garmin-Sharp           | 17u48'40" |
| 2         | Brent Bookwalter    | BMC Racing Team             | +18"      |
| 3         | Damiano Caruso      | Cannondale Pro Cycling Team | +30"      |
| 4         | Patrick Gretsch     | Argos-Shimano               | +31"      |
| 5         | Robert Gesink       | Belkin Pro Cycling          | +41"      |
| 6         | Robert Sweeting     | 5-Hour Energy               | +54"      |
| 7         | Francisco Mancebo   | 5-Hour Energy               | +55"      |
| 8         | Ryan Anderson       | Team Optum                  | +56"      |
| 9         | Matthias Friedemann | Champion System             | +1'19"    |
| 10        | Steven Kruijswijk   | Belkin Pro Cycling          | +1'22"    |

| Plaats      | Naam              | Ploeg              | Punten |
| ----------- | ----------------- | ------------------ | ------ |
| Groene trui | Peter Sagan       | Cannondale         | 40     |
| 2           | Rohan Dennis      | Team Garmin-Sharp  | 25     |
| 3           | Luka Mezgec       | Argos-Shimano      | 24     |
|             |                   |                    |        |
| 13          | Tom-Jelte Slagter | Belkin Pro Cycling | 10     |

| Plaats        | Naam              | Ploeg               | Punten |
| ------------- | ----------------- | ------------------- | ------ |
| Bolletjestrui | Tom-Jelte Slagter | Belkin Pro Cycling  | 37     |
| 2             | Robert Gesink     | Belkin Pro Cycling  | 25     |
| 3             | Nic Hamilton      | Jelly Belly Cycling | 18     |

| Plaats     | Naam              | Ploeg              | Tijd      |
| ---------- | ----------------- | ------------------ | --------- |
| Witte trui | Rohan Dennis      | Team Garmin-Sharp  | 17u48'40" |
| 2          | Jakub Novák       | BMC Racing Team    | +1'27"    |
| 3          | Tom-Jelte Slagter | Belkin Pro Cycling | +8'04"    |